# La Victoria, Ocosingo
La Victoria är en ort i Mexiko.   Den ligger i kommunen Ocosingo och delstaten Chiapas, i den sydöstra delen av landet, 800 km öster om huvudstaden Mexico City. La Victoria ligger 1 107 meter över havet och antalet invånare är 109.
Terrängen runt La Victoria är huvudsakligen kuperad, men åt nordväst är den bergig. Terrängen runt La Victoria sluttar österut. Runt La Victoria är det glesbefolkat, med 16 invånare per kvadratkilometer. Närmaste större samhälle är Ocosingo, 3,9 km norr om La Victoria. Omgivningarna runt La Victoria är en mosaik av jordbruksmark och naturlig växtlighet.